# 不見天街
不見天街是台灣一種道路特色。雨棚蓋住道路看不到天空而得名。台灣某些地區夏季多雨多日照、冬季風沙極大才有這種道路特色，算是亭仔腳（騎樓）的一種延伸。

## 起由

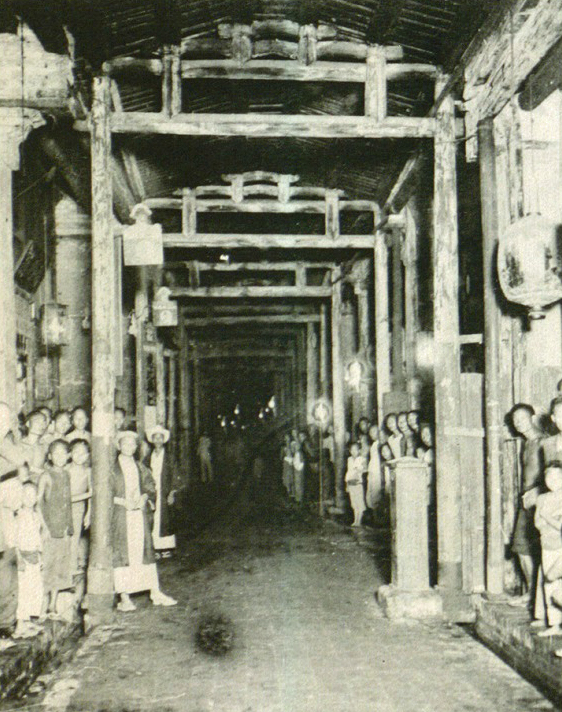
鹿港不見天街

一般臺灣店舖多採用屋簷遠眺及搭架涼棚兩種方式來阻擋極大的雷雨和風沙等，然而中國傳統建築是以桁承重為主，屋簷出眺原就有其限制，無法太寬太遠。而搭架涼棚又太過簡陋，部份店舖便在櫥窗之前建造涼亭為防風避雨之用。後期為了使商店街更舒適，兩邊店舖互相合作建成連續的亭子，成為不見天街。
鹿港五福街為販賣自碼頭區進口的貨物，商品種類繁多，各有特色，為讓消費買客避免受到炎陽、雷雨及冬季九降風的侵襲，街道兩旁的商家共同搭起亭蓋遮棚，中間開有天窗採光，而下雨時雨水沿著亭頂順流排入落水管，因此不論陰晴寒熱，走在五福街中購物就不受天候的干擾，就是全台獨一無二的「不見天」街，清代名儒洪棄生曾如此形容：「樓閣萬象，街衢對峙，有亭翼然，亙二、三里，直如弦，平如砥，暑行不汗身，雨行不濡履。」貼切的說明不見天街的景象。
到了日治时期，日人引進西方觀點的都市計畫，昭和八年（1933年）以改善居家衛生環境為由，台中州知事竹下豐次指令鹿港改正市區，強制拆除不見天街及兩旁商家第一進建築，九年（1934年）10月將原本約四公尺街區拓寬為十五公尺道路；市區改正後的五福街屋立面都重新改建，採用鋼筋混凝土材料，洗石子工法，塑造當時流行的「裝飾藝術式樣」，整體外觀顯得簡潔有力，成為老街特殊的風格。

## 特色
不見天街店屋建築皆是在共同牆壁間架上福杉樑木，構造形式分為穿斗式及抬樑式兩種，面寬約四點五公尺至五公尺之間，進深約為面寬的十倍，在五十公尺左右，有的更深達一百公尺，主要是受到杉木建材長度限制，及商業店屋的充分利用，各家內部多有樓井及天井，作為採光及院落之區隔，以彌補長條型街屋內部光線之不足，屋中建材以木、磚、石為主，所做的月窗、拱門、格扇木窗等都相當古樸典雅。

### 排水
排水方面，亭頂高於店鋪屋頂約二尺，且呈兩面瀉水。水至店舖屋頂後由天溝集水而至落水管。

### 通風，採光
由三處解決。一是亭與屋頂間之空隙，另一是天窗。有開放式的天窗，天窗之上加一擋雨板，天晴時擋雨板拉開，下雨時關閉。也有固定式的天窗，採用雲母片或小玻璃，粘貼於天窗上，省卻開關。另有一處是利用建築時間不同造成的高低差也是採光來源。

### 結構
結構體為四點金柱（即四片牆前各一根柱子），上面覆以平頂或斜頂，其中斜頂較多。

## 昔日三不見
- 看不見天：生意活絡興隆，為了終年可遮風避雨，街道上都搭上棚子。
- 看不見地：土地全鋪滿了紅磚頭，所以看不見泥土。
- 看不見女人：綁小腳難於行，都待在閨房；另有一說為昔日女子不宜拋頭露面，女子只能從屋頂上看風景，也因此鹿港建築大部分都砌有女兒牆，為避免安全之虞。

## 著名不見天街
1. 鹿港不見天街：現位於彰化縣鹿港鎮的中山路，日治時代時因實施市區改正拓寬道路而拆除。
2. 新北市石碇區的石碇東街仍然保留了一段不見天。